# Червено седефче (песен)
Червено седефче (на украински: Червона рута) е популярна украинска песен, написана от Володимир Ивасюк през 1968 г. и изпълнявана от много певци. Тъй като правата върху авторството на песента никога не са търсени и поради широката си популярност е считана за украинска народна песен. Песента е кръстена на митологично цвете – червено седефче, което, ако бъде намерено, докато цъфти, от младо момиче, носи щастие в любовта.

## История
Като младеж, Ивасюк попада в библиотеката на баща си на стихосбирка, публикувана през 1906 г., редактирана от Володимир Хнатюк. Едно от стихотворенията съдържа следните редове:
О, отишла, каза майката на Хилтай,
Събрала отвара, за да ме омае,
Събрала червено седефче за три отвара,
Защото искаше да ме омае, мен сиротникът.
Ивасюк остава озадачен от споменаването на червено седефче, тъй като цветето цъфти в жълт цвят. Ивасюк написва текста на песента вероятно през 1968 година, докато учи в Медицинския институт в Чернивци.
Според друга версия, през 1969 г. Ивасюк посещава Етнографския мемориален музей „Володимир Хнатюк“ в с. Велеснив, където се натъква на фолклорни материали на Хнатюк. Според тази версия, Ивасюк използва материалите за да напише песента „Червено седефче“. По-късно, докато пътува из планинските хуцулски села, Иванюк открива други версии на коломийки за червеното седефче и записва легендата за мистериозната отвара, която се появява в народните приказки като символ на вечната и чиста любов.
На 13 септември 1970 г. в живото предаване на телевизионната програма „Камертон на доброто настроение“ на Театралния площад в Чернивци се състои премиерата на песента, в изпълнение на дует, състоящ се от самия автор и Олена Кузнецова.
На песента е кръстен първият украински музикален филм „Червено седефче“. Във филма песента се изпълнява от Васил Зинкевич.
През 1971 г. „Червено седефче“ е сред двадесетте победители в първата съветска „Песен на годината“. На сцената на Останкино песента изпълняват Назарий Яремчук, Васил Зинкевич и Володимир Ивасюк. Така песента добива популярност в много държави в Източна Европа.

## Легенда за червеното седефче
Червеното седефче се свързва с украинския празник Иван Купала. Според легендите в Карпатите расте лечебно растение с червен цвят, което може да се използва за омайване на любим човек. Смята се, че момичето, което го намери и откъсне, ще бъде щастливо в любовта. В Хуцулия и Буковина съществува народен обичай сред местната младеж за качване в планината след разтапянето на снега. В този период от годината (месец май – юни) в планините цъфти карпатският рододендрон, чиито розови цветове служат като основа за множество романтични легенди. Тъй като карпатският рододендрон не се среща естествено в равнините, както и предвид неговите лечебни свойства и красота, той често е представян като чудотворно и магическо растение.
Други предположение за това кое истинско растение съответства на червеното седефче включват цветя от род Седефчеви. Жълтият рододендрон (Rhododendron luteum), който понякога цъфти в червено, е част от тези теории за произхода на легендите.

## Текст
| Оригинален текст на украински език: Ти признайся мені, Звідки в тебе ті чари, Я без тебе всі дні У полоні печалі. Може, десь у лісах Ти чар-зілля шукала, Сонце-руту знайшла І мене зчарувала? Припев: Червону руту Не шукай вечорами, - Ти у мене єдина, Тільки ти, повір. Бо твоя врода - То є чистая вода, То є бистрая вода З синіх гір. Бачу я тебе в снах, У дібровах зелених, По забутих стежках Ти приходиш до мене. І не треба нести Мені квітку надії, Бо давно уже ти Увійшла в мої мрії. Припев | Превод на български език: Ти признай си ми Откъде са ти чародействата Аз без тебе всички дни У плена на скръбта Може, някъде в горите Ти чародейни билки да си търсила Слънчево-седефче си намерила И мене омагьосала? Припев: Червено седефче Не търси вечерите Ти си ми единствена Само ти, повярвай Защото твоята красота То е чиста вода То е бърза вода От сините хълмове Гледам аз тебе в сънища У дъбова зеленина По забравени пътеки Ти идваш до мене И не трябва да ми носиш Цветето на надеждата Защото отдавна вече ти Влязла си в моите мечти Припев |

## Известни изпълнения
Сред най-известните изпълнения на песента са тези на: Володимир Ивасюк, София Ротару, Васил Зинкевич, Назарий Яремчук, Ярослав Евдокимов, Тото Кутуньо, Вахтанг Кикабидзе и други.

### Флашмоб за 50-годишнината на песента
На 20 май 2020 г. в Украйна стартира флашмоб за 50-годишнината от създаването на песента под хаштаг #Chervonaruta50challenge. Инициатор на флашмоба е ръководителят на женския хор „Соломия“ към Виницкия педагогически колеж Назарий Давидовски.

## Интересни факти
- Песента „Червено седефче“ стана любима на украинските футболни фенове. Изпълнява се преди и по време на футболни срещи на националния отбор на Украйна. Първоначално песента е неофициален символ, а през 2018 г. става официалната песен на националния отбор.[9]
- Повече от 5 200 изпълнители пеят едновременно песента „Червено седефче“ на централния площад в Северодонецк. Рекордът е поставен в рамките на фестивала „Ти си единственият“ на 23 август 2021 г. в 21:30 часа.[10][11]

## Връзки
- Информация за песента на pisni.org.ua Архив на оригинала от 2008-07-27 в Wayback Machine.
- Страници с памет на Володимир Ивасюк Архив на оригинала от 2007-02-22 в Wayback Machine.
- Кому Володимир Івасюк присвятив „Червону руту“? Архив на оригинала от 2016-04-01 в Wayback Machine.
- Ноти „Червона рута“ з фортепіанним супроводом Архив на оригинала от 2015-07-02 в Wayback Machine., ournotes.in.ua
- Текст, акорди, історія створення Архив на оригинала от 2008-05-13 в Wayback Machine., pisni.org.ua
- ЧЕРВОНА РУТА (ЧЕРЛЕНА РУТА) — слова, ноти, відео Архив на оригинала от 2010-02-10 в Wayback Machine.
- Пісні „Червона рута“ виповнюється 45 років Архив на оригинала от 2015-09-13 в Wayback Machine.

|  | Тази страница частично или изцяло представлява превод на страницата „Червона рута (пісня)“ в Уикипедия на украински. Оригиналният текст, както и този превод, са защитени от Лиценза „Криейтив Комънс – Признание – Споделяне на споделеното“, а за съдържание, създадено преди юни 2009 година – от Лиценза за свободна документация на ГНУ. Прегледайте историята на редакциите на оригиналната страница, както и на преводната страница, за да видите списъка на съавторите. ВАЖНО: Този шаблон се отнася единствено до авторските права върху съдържанието на статията. Добавянето му не отменя изискването да се посочват конкретни източници на твърденията, които да бъдат благонадеждни. |